# محسن چنگیزی
محسن چنگیزی (زاده ۳ سپتامبر ۱۹۷۹)، شاعر اردو از قومیت هزاره می‌باشد. او در چندین یکجانشینی شعرخوانی در شهرهای کراچی، لاهور و اسلام‌آباد شرکت کرده‌است. او نشان عالی ادبی تمغه امتیاز را در سال ۲۰۱۰ دریافت نمود.

## جوایز
- تمغای امتیاز
- نشان غزل
- ستاره شب
- مدال طلای شیلد